# Perito grafico
Il perito industriale in arti grafiche è una figura professionale specializzata nella disciplina delle arti grafiche.
Il percorso di studi, sviluppato nell'ambito dell'ordinamento scolastico italiano vigente sino alla riforma scolastica Gelmini con le successive equipollenze, si articolava in un biennio comune e un triennio di specializzazione. Il corso di studi è confluito nell'Istituto tecnico tecnologico a indirizzo tecnico grafica e comunicazione.

## Profilo professionale
Il corso di studi per perito industriale in arti grafiche forma figure in grado di fare valutazioni o redigere progetti di esecuzione dei lavori grafici e possedere elementi di gestione aziendale e di impianti industriali grafici.
Esercita funzioni tecniche, organizzative, di collegamento e direttive nei vari settori delle industrie grafiche ed affini.

## Materie

### III anno
Religione o attività alternative; lingua e lettere italiane; storia; complementi tecnici di lingua straniera; matematica; chimica e laboratorio; meccanica e macchine; disegno applicato alle arti grafiche; tecnologia grafica; esercitazione nei reparti di lavorazione; educazione fisica.

### IV anno
Religione o attività alternative; lingua e lettere italiane; storia; matematica; meccanica e macchine; disegno applicato alle arti grafiche; merceologia grafica; tecnologia grafica; storia dell'arte e grafica degli stili; esercitazioni nei reparti di lavorazione; educazione fisica.

### V anno
Religione o attività alternative; lingua e lettere italiane; storia; disegno applicato alle arti grafiche; tecnologia grafica; impianti grafici e disegno; elementi di diritto e di economia; economia aziendale; storia dell'arte e grafica degli stili; esercitazioni nei reparti di lavorazione; educazione fisica.